# Booralana wundurra
Booralana wundurra är en kräftdjursart som beskrevs av Bruce 1986. Booralana wundurra ingår i släktet Booralana och familjen Cirolanidae. Inga underarter finns listade i Catalogue of Life.